# World Alliance of Mixed Martial Arts
World Alliance of Mixed Martial Arts（ワールド・アライアンス・オブ・ミクスト・マーシャル・アーツ）は、世界の総合格闘技プロモーション間の統一王者・統一ランキングを制定するための組織。略称はWAMMA。
「ONE BELT ★ ONE KING」が組織のロゴとなっている。

## 組織の概要
世界のどの総合格闘技プロモーションにも属さず、総合格闘技における統一的な規制・管理を目指し、世界共通ルールの作成・安全性の向上・競技性の促進・認知度の向上など、スポーツとしての総合格闘技を奨励することを目的とする。また、数多くのイベント・プロモーションの垣根を越えてWAMMA認定世界王座の付与およびヘビー級からバンタム級の7階級について公式ランキングの制定を行う。
副理事をビル・ゴールドバーグ、プロモーション部門を元UFC世界ウェルター級王者パット・ミレティッチが担当する。

## 沿革
2007年11月、ニューヨーク市内のギャラガーズ・ステーキハウス内で記者会見が行われ、公式に設立が発表された。
2008年11月17日、王座認定階級としてバンタム級が新たに追加された。また、2009年3月5日より、女子部門としてフェザー級、スーパーバンタム級（男子バンタム級に相当）、バンタム級（男子フライ級に相当）の3階級でのランキング認定が開始された。
現在は公式サイトも消滅しており活動も見られない。

## 認定王座
階級名称及び重量区分はネバダ州アスレチック・コミッション制定の階級制に準拠する。
| 階級           | 国籍・氏名                   | 認定イベント                    | 開催地                     | 認定年月日     |
| -------------- | ---------------------------- | ------------------------------- | -------------------------- | -------------- |
| ヘビー級       | エメリヤーエンコ・ヒョードル | Affliction: Banned              | カリフォルニア州アナハイム | 2008年7月19日  |
| ライトヘビー級 | 空位                         | 空位                            | 空位                       | 空位           |
| ミドル級       | 空位                         | 空位                            | 空位                       | 空位           |
| ウェルター級   | 空位                         | 空位                            | 空位                       | 空位           |
| ライト級       | 青木真也                     | Dynamite!! 〜勇気のチカラ2008〜 | 埼玉県さいたま市           | 2008年12月31日 |
| フェザー級     | 空位                         | 空位                            | 空位                       | 空位           |
| バンタム級     | 空位                         | 空位                            | 空位                       | 空位           |